# Manganato de sódio
Manganato de sódio é o composto inorgânico com a fórmula Na2MnO4. Este sólido verde profundo é um análogo raramente encontrado do sal relacionado K2MnO4. Manganato de sódio é raro porque não pode ser prontamente preparado a partir da oxidação de dióxido de manganês e hidróxido de sódio. Em vez disso, essa oxidação para no nível de Na3MnO4 e esse sal de Mn(V) é instável em solução. O manganato de sódio pode ser produzido pela redução do permanganato de sódio sob condições básicas:
4 NaOH + 4NaMnO4 → 4 Na2MnO4 + 2 H2O + O2
Como o NaMnO4 é difícil de preparar, o permanganato de sódio é mais caro que o permanganato de potássio.